# Mezinárodní konfederace architektonických muzeí
Mezinárodní konfederace architektonických muzeí – ICAM (International Confederation of Architectural Museums)
Organizace muzeí, center a sbírek zaměřujících se podporou vztahů a vazeb mezi všemi zájemci zabývajících se prosazováním lepšího porozumění architektury.
ICAM je členem Mezinárodní rady muzeí (ICOM) jako nezávislý mezinárodní subjekt s vyhraněnou specializací.
ICAM propojen a úzce spolupracuje s Mezinárodní archivní radou (ICA).

## Cíle ICAM a jejích členů
- uchování architektonického dědictví
- zkvalitňování a ochranu urbanizovaného prostředí
- vzdělávání v oblasti studia dějin architektury za účelem dalšího využití
- vytváření podmínek pro veřejnou prezentaci architektury
- výměnu informací a zveřejňování odborných názorů

## ICAM v České republice
Česká republika je zastoupena v ICAM Kabinetem architektury v Ostravě (občanským sdružením SPOK – spolek pro ostravskou kulturu), který realizuje své aktivity na podporu architektonických témat zejména v prostorách Domu umění v rámci Galerie výtvarného umění v Ostravě (GVUO) v Moravské Ostravě.

## Členové ICAM
- Architecture Museum University of South Australia
- RMIT Design Archives
- Albertina
- Architekturzentrum Wien Az W
- Archiv für Baukunst
- Haus der Architektur
- VAI Vorarlberger Architektur Institut
- WAGNER:WERK MUSEUM POSTSPARKASSE
- CIVA The International Centre for Urbanisme
- CVAa (Centre for Flemish Architectural Archives)
- Antwerp Provincial Archives
- Centre Canadien d'Architecture CCA Canadian Center for Architecture
- University of Calgary Information Resources
- Croatian Museum of Architecture
- Kabinet architektury (SPOK – association for Ostrava culture / 2002–2013)
- Museo de Arquitectura del Ecuador / Colegio de Arquitectos del Ecuador Provincial de Pichincha
- Museum of Estonian Architecture
- Alvar Aalto – Museo
- Museum of Finnish Architecture Suomen Rakennustaiteen Museo
- Cité de l'architecture et du patrimoine
- Fonds Régional d'Art Contemporaine FRAC
- Fondation Le Corbusier
- Musée des Plans-reliefs
- A:AI Archiv fur Architektur und Ingenieurbaukunst NRW
- Akademie der Künste
- Architekturmuseum der TU München
- Berlinische Galerie
- Deutsches Architektur Museum DAM
- Deutsches Architektur Zentrum DAZ
- Hamburgisches Architekturarchiv
- M:AI Museum für Architektur und Ingenieurkunst NRW
- Schleswig-Holsteinisches Archiv für Architektur und Ingenieurbaukunst (AAI)
- Staatliche Museen zu Berlin Kunstbibliothek
- Südwestdeutsches Archiv für Architektur und Ingenieurbau (saai)
- Vitra Design Museum
- Neohellenic Architecture Archives - Benaki Museum
- Budapest Historical Museum
- Hungarian Museum of Architecture
- Irish Architectural Archive
- RIAI Royal Institute of the Architects of Ireland
- Accademia Nazionale di San Luca
- Archivio Storico delle Arti Contemporanee
- Centro Internazionale di Studi di Architettura “Andrea Palladio”
- Fondazione MAXXI - MAXXI Architettura
- Museo di Arte Moderna e Contemporanea de Trento e Rovereto - Palazzo Albere
- Università Iuav di Venezia
- Università Politecnica delle Marche Facoltá di Ingegneria
- Architectural Institute of Japan
- Latvian Museum of Architecture
- Fondation de l'Architecture et de l'Ingénierie
- INBA, Instituto Nacional de bellas Artes - Fine Arts National Institute
- Architecture Library, Nový Zéland
- The National Museum of Art, Architecture and Design Nasjonalmuseet
- Muzeum Architektury we Wroclawiu (MAW)
- Knihovna Varšavské univerzity
- Arhitekturni Muzej Ljubljana Architekturmuseum Ljubljana
- Archivo del Reino de Galicia
- Cátedra Gaudí
- Col.legi d'Arquitectes de Catalunya Historical Archive
- Consejería de Vivienda y Ordenación del Territorio
- Fundació Mies van der Rohe
- Museum Cemento Rezola
- Temple Espiatori de la Sagrada Familia
- Celsing Arkivet (Peter Celsing Archives)
- Arkitekturmuseet (Švédské muzeum architektury)
- Archives de la Construction Moderne EPFL - ENAC - INTER
- ETH Zürich
- Schweizerisches ArchitekturMuseum Swiss Architecture Museum
- Università della Svizzera Italiana / Accademia di Architettura
- Netherlands Architecture Institute NAI
- Rijksdienst voor het Cultureel Erfgoed, State Department for Cultural Heritage
- Arkitera Mimarlik Merkezi
- Museum of Architecture Building and Information Centre
- Dundee University Archives
- English Heritage National Monuments Record Center
- RCAHMS, Royal Commission on the Ancient and Historical Monuments of Scotland
- Resource Centre & Library The National Archives
- RIBA Royal Institute of British Architects British Architectural Library
- Sir John Soane´s Museum
- Victoria and Albert Museum
- Avery Architectural and Fine Arts Library, Columbia University
- Chicago Architecture Foundation
- Fallingwater Museum
- Harvard Design School
- MoMA Muzeum moderního umění, New York
- The Athenaeum of Philadelphia
- The Getty Research Institute
- The Heinz Architectural Center Carnegie Museum of Art
- The Library of Congress
- The MIT Museum
- The Wolfsonian–Florida International University
- University Art Museum, UCSB
- University of California, Berkeley Environmental Design Archives
- University of Pennsylvania
- Virginia Foundation for Architecture
- Yale University
- A+D Archietcture and Design Museum
- Richard Meier & Partners Architects Model Museum
- Bulgarian Academy of Sciences